# Rajd Monte Carlo 1953

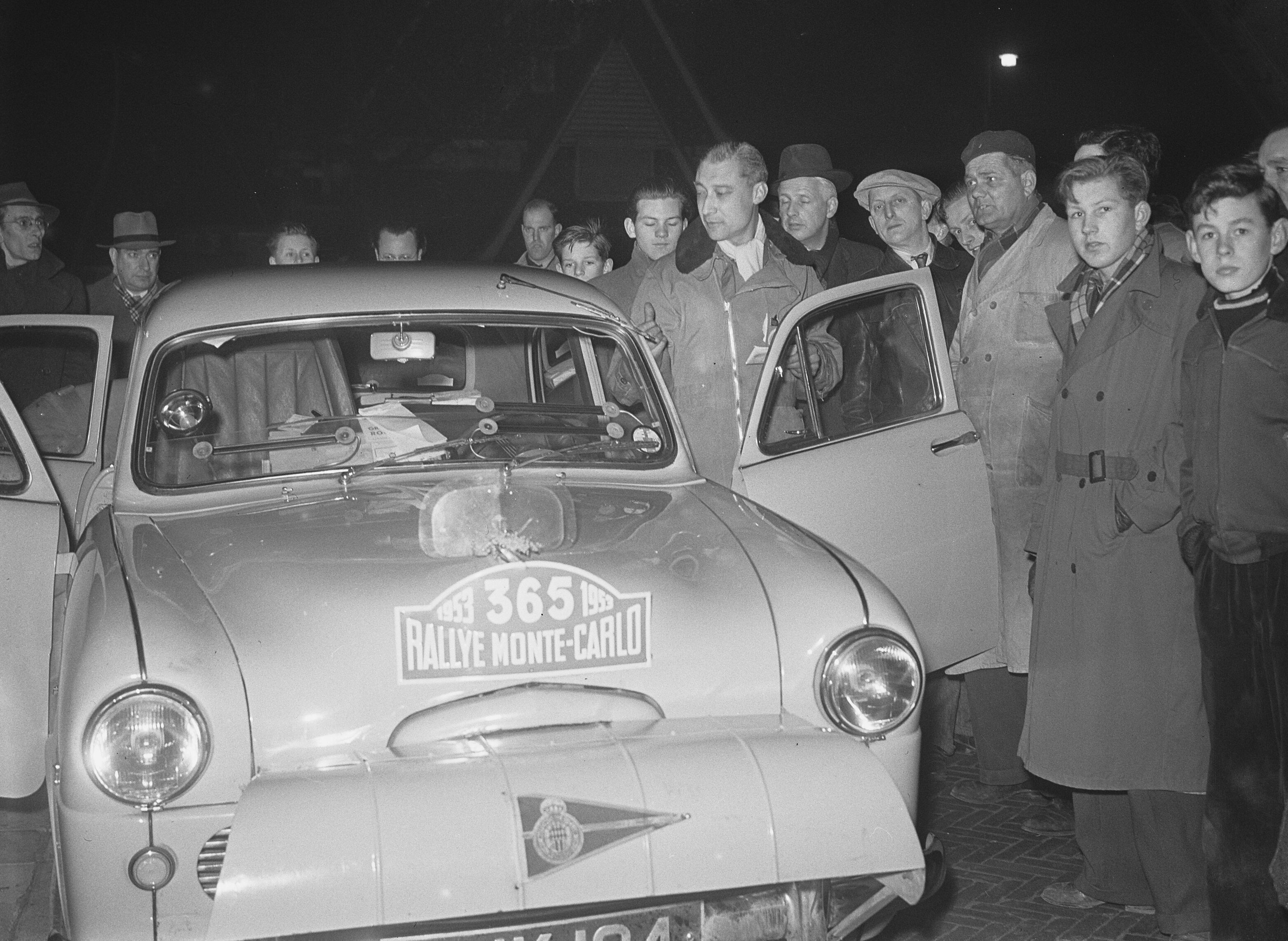
Zwyciężcy 23. Rallye Automobile de Monte-Carlo

Rajd Monte Carlo 1953 (23. Rallye Automobile de Monte-Carlo) – rajd samochodowy rozgrywany w Monaco od 20 do 27 stycznia 1952 roku. Była to pierwsza runda Rajdowych Mistrzostw Europy w roku 1953. Został rozegrany na nawierzchni asfaltowej i śniegu.

## Wyniki końcowe rajdu
| Miejsce                      | Kierowca                     | Pilot                        | Samochód                     | Punkty                       | Strata                       |                              |
| Klasyfikacja generalna i ERC | Klasyfikacja generalna i ERC | Klasyfikacja generalna i ERC | Klasyfikacja generalna i ERC | Klasyfikacja generalna i ERC | Klasyfikacja generalna i ERC | Klasyfikacja generalna i ERC |
| ---------------------------- | ---------------------------- | ---------------------------- | ---------------------------- | ---------------------------- | ---------------------------- | ---------------------------- |
| 1.                           | Maurice Gatsonides           | Peter Worledge               | Ford Zephyr MK1              | 2                            | -                            |                              |
| 2.                           | Ian Appleyard                | Patricia Appleyard           | Jaguar MK7 3.4               | 3                            |                              |                              |
| 3.                           | Roger Marion                 | Jean Charmasson              | Citroën 15 Six               | 3                            |                              |                              |
| 4.                           | Michel Grosgogeat            | Pierre Biagini               | Panhard Dyna X86             | 4                            |                              |                              |
| 5.                           | Cecil Vard                   | Arthur Jolley                | Jaguar MK5                   | 5                            |                              |                              |
| 6.                           | Stirling Moss                | John Cooper                  | Sunbeam Talbot 90            |                              |                              |                              |
| 7.                           | Emillio Christillin          | Sandro Fiorio                | Lancia Aurelia B21           |                              |                              |                              |
| 8.                           | Donald Bennett               | Elsa Bennett                 | Jaguar MK7 3.4               |                              |                              |                              |
| 9.                           | Sydney Herbert Allard        | Tom Allard                   | Allard P1                    |                              |                              |                              |
| 10.                          | Erado Matuella               | Roberto Piodi                | Lancia Aurelia B21           |                              |                              |                              |